# Boyle (månkrater)
För andra betydelser, se Boyle (olika betydelser).
Boyle är en nedslagskrater på månen som ligger på södra halvklotet, på den sida av månen som aldrig är vänd mot Jorden. Den gränsar till den större kratern Hess till sydväst, och ligger cirka halvvägs mellan kratern Alder till nord-nordöst och kratern Abbe till syd-sydväst.
Boyles yttre kraterrand är nästan cirkelformad och är något nedrasad inuti. Det mesta av kraterranden är skarpt och visar små tecken på att ha blivit nött av upprepade nedslag. Den södra kraterranden är däremot övertäckt av en bred ojämn fåra i ytan som följer en kurs från öst till väst, längs med kraterranden. Det är även en överlappande formation av mindre kratrar som täcker den smala remsan terräng som binder samman Boyle och Hess. 
Insidan av kratern är relativt slät, med en lång, låg central upphöjning vid mittpunkten. Denna upphöjning ligger i en linjär formation från sydväst till nordöst. Det är en liten krater nära den östra kraterranden, men insidan är i övrigt utan tydligare påverkan.
Den är uppkallad efter den irländske naturforskaren och kemisten, Robert Boyle.

## Satellitkratrar
På månkartor är dessa objekt genom konvention identifierade genom att placera ut bokstaven på den sida av kraterns mittpunkt som är närmast kratern Boyle.
| Boyle | Latitud | Longitud | Diameter |
| ----- | ------- | -------- | -------- |
| A     | 50.8° S | 178.3° Ö | 21 km    |
| Z     | 51.3° S | 177.7° Ö | 52 km    |